# Toula ou le génie des eaux
Toula ou le génie des eaux es una película del año 1973.

## Sinopsis
Los dioses han provocado una terrible sequía. No parece haber esperanza. El brujo al que los reyes han llamado exige el sacrificio de una joven para aplacar la ira de los dioses. El joven enamorado de la chica decide ir a buscar el agua para evitar el trágico fin de la muchacha. Por desgracia, cuando vuelve con la buena noticia, ya es demasiado tarde. El brujo ha ganado y Toula ya no está. La historia se basa en un relato de Boubou Hama.

## Premios
- Black American Film Festival, Nueva York, 1977